# Ceija Stojka
Pour les articles homonymes, voir Stójka.
Ceija Stojka, née le 23 mai 1933 à Kraubath an der Mur (Autriche) et morte le 28 janvier 2013 à Vienne (Autriche), est une écrivaine et artiste peintre autrichienne d'origine rom, rescapée du génocide rom durant la Seconde Guerre mondiale,.

## Biographie
D'abord connue pour ses témoignages sur la déportation des roms et sinti d'Autriche, elle-même étant rescapée du camp de concentration d'Auschwitz, de Ravensbrück et de Bergen-Belsen, elle s'est lancée de manière discrète dans la peinture dans les années 1990. L'essentiel de son œuvre est découvert de manière posthume.
Ceija Stojka est née en Autriche en 1933, cinquième d'une fratrie de six enfants dans une famille de marchands de chevaux rom d'Europe Centrale, issue des Lovara. Sa famille est contrainte de se sédentariser à la suite de l'Anschluss en 1938. Déportée à l'âge de dix ans avec sa mère Sidonie et d'autres membres de sa famille, elle survit à trois camps de concentration, Auschwitz-Birkenau, Ravensbrück et Bergen-Belsen. Après la capitulation de l'Allemagne, Ceija et sa mère rejoignent Vienne. Elle y vend des tapis et des tissus en porte-à-porte ou sur les marchés jusqu'en 1984. Elle a trois enfants.
C'est seulement quarante ans plus tard, en 1988, à l’âge de 55 ans, qu'elle ressent le besoin et la nécessité d'en parler ; elle se lance dans un important travail de mémoire et, bien que considérée comme analphabète, écrit plusieurs ouvrages poignants, dans un style poétique et très personnel, qui font d'elle la première femme rom rescapée des camps de la mort à témoigner de son expérience concentrationnaire, contre l'oubli et le déni, contre le racisme ambiant. 
Son témoignage ne s'arrête pas aux textes qu'elle publie (quatre livres entre 1988 et 2005), et qui très vite lui attribuent un rôle de militante, activiste pro-rom dans la société autrichienne. À partir des années 1990, elle se met à peindre et à dessiner, alors qu'elle est également autodidacte dans ce domaine. Elle s’y consacre dès lors corps et âme, jusqu’à peu de temps avant sa disparition en 2013.
Son œuvre peinte ou dessinée, réalisée en une vingtaine d'années entre 1988 et 2012, sur papier, carton fin ou toile, compte plus d'un millier de pièces. Ceija peignait tous les jours, dans son appartement de la Kaiserstrasse à Vienne.
On note deux axes dans son travail pictural :
- la représentation, sans omettre les détails, des années terribles de guerre et de captivité endurées par sa famille et par son peuple. Près de 500 000 Roms ont été assassinés sous le régime nazi[4] ;
- en parallèle, elle peint des paysages colorés idylliques, évocations des années d'avant-guerre, quand la famille Stojka, avec d'autres Roms, vivait heureuse et libre en roulotte dans la campagne autrichienne.

## Publications

### Écrits
- Wir leben im Verborgenen. Erinnerungen einer Rom-Zigeunerin, 1988. Paru en français sous le titre Nous vivons cachés. Récits d’une Romni à travers le siècle, traduction Sabine Macher, Éditions Isabelle Sauvage, 2018.
- Reisende auf dieser Welt, Picus Verlag, 1992.
- Ceija Stojka : Bilder & Texte 1989-1995, Éd. Patricia Meier-Rogan, 1995.
- Träume ich, dass ich lebe? Befreit aus Bergen-Belsen, Picus Verlag, 2005. Paru en français sous le titre Je rêve que je vis ?, traduction Sabine Macher, Éditions Isabelle Sauvage, 2016.
- Auschwitz ist mein Mantel, éditions Exil, Vienne 2008. Paru en édition bilingue français/allemand sous le titre Auschwitz est mon manteau, et autres chants tsiganes, traduction François Mathieu, préface de Murielle Szac, éditions Bruno Doucey, 2018.
- Le tournesol est la fleur du Rom, illustrations d'Olivia Paroldi, éditions Bruno Doucey, 2020.

### Peinture
- Meine Wahl zu schreiben - ich kann es nicht (Ceija et Nuna Stojka), 2003.
- Lith Bahlmann et Mathias Reichelt, Ceija Stojka : Sogar der Tod hat Angst vor Auschwitz, 2014.
- TOT, Le Dernier Cri, 2017.
- Ceija Stojka, collection Paroles d'artiste, Fage Éditions, 2017.

### Musique
- Me Diklem Suno, 2000. Albums de chants romani de dialecte lovari interprétés par Ceija Stojka.

## Exposition
En 2018, La Maison rouge (Paris) présente (du 23 février au 20 mai 2018) pour la première fois en France une exposition monographique de cette artiste,. Les commissaires en sont Antoine de Galbert et Xavier Marchand. Un catalogue est édité à l'occasion de l’exposition (Ceija Stojka, une artiste rom dans le siècle).